# Office de préservation historique de l'État du Michigan
L'office de préservation historique de l'État du Michigan, en anglais : Michigan State Historic Preservation Office, est l'un des 59 offices de la préservation historique de l'État (en) (SHPO) établis en vertu de la loi nationale sur la préservation historique de 1966 (en), qui joue un rôle dans la mise en œuvre de la politique fédérale de préservation historique aux États-Unis. Les objectifs d'un SHPO comprennent l'étude et la reconnaissance des propriétés historiques, l'examen des propositions d'inscription de propriétés au Registre national des lieux historiques, l'examen des projets fédéraux et étatiques pour leur impact sur les ressources historiques, et le soutien aux organisations fédérales, aux gouvernements étatiques et locaux, et au secteur privé en matière de préservation historique.
L'organisation s'occupait auparavant de l'inscription des sites historiques de l'État et de la gestion du programme de marquage historique de l'État ; cette fonction est désormais assurée par le Michigan History Center et Eastern Michigan. 